# Сніжкова Балка
Сніжкова Ба́лка — село в Україні, у Великоандрусівській сільській громаді Олександрійського району Кіровоградської області. Населення становить 12 осіб.

## Населення
Згідно з переписом УРСР 1989 року чисельність наявного населення села становила 3 особи, з яких 1 чоловік та 2 жінки.
За переписом населення України 2001 року в селі мешкало 12 осіб.

### Мова
Розподіл населення за рідною мовою за даними перепису 2001 року:
| Мова       | Відсоток |
| ---------- | -------- |
| українська | 75,00 %  |
| російська  | 25,00 %  |